# Przepustnica
Niektóre z zamieszczonych tu informacji od 2023-03 wymagają weryfikacji.
 Po wyeliminowaniu niedoskonałości należy usunąć szablon {{Dopracować}} z tego artykułu.

Gaźnik z przepustnicą (7)

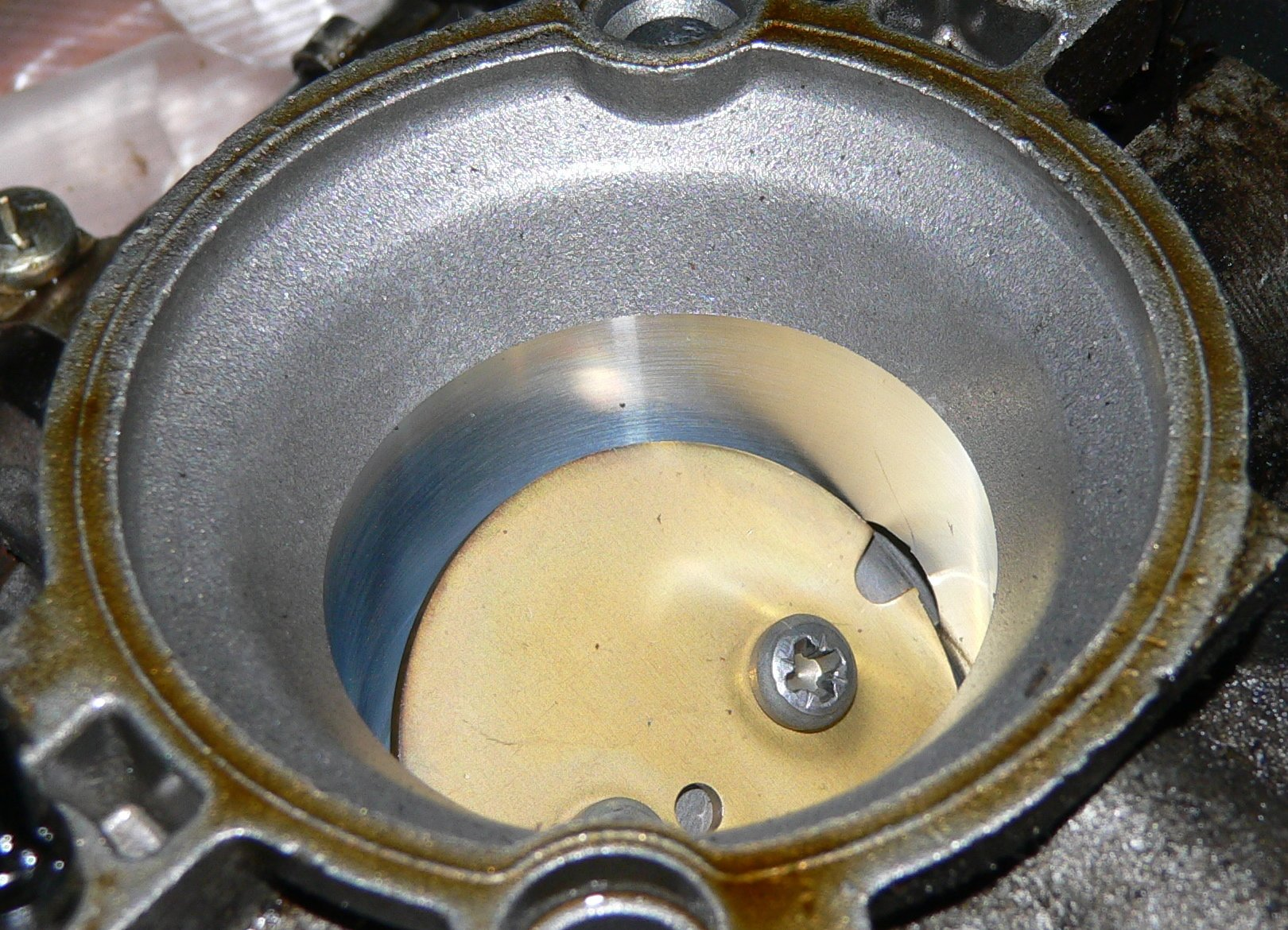
Przepustnica silnika benzynowego otwarta w około 30%

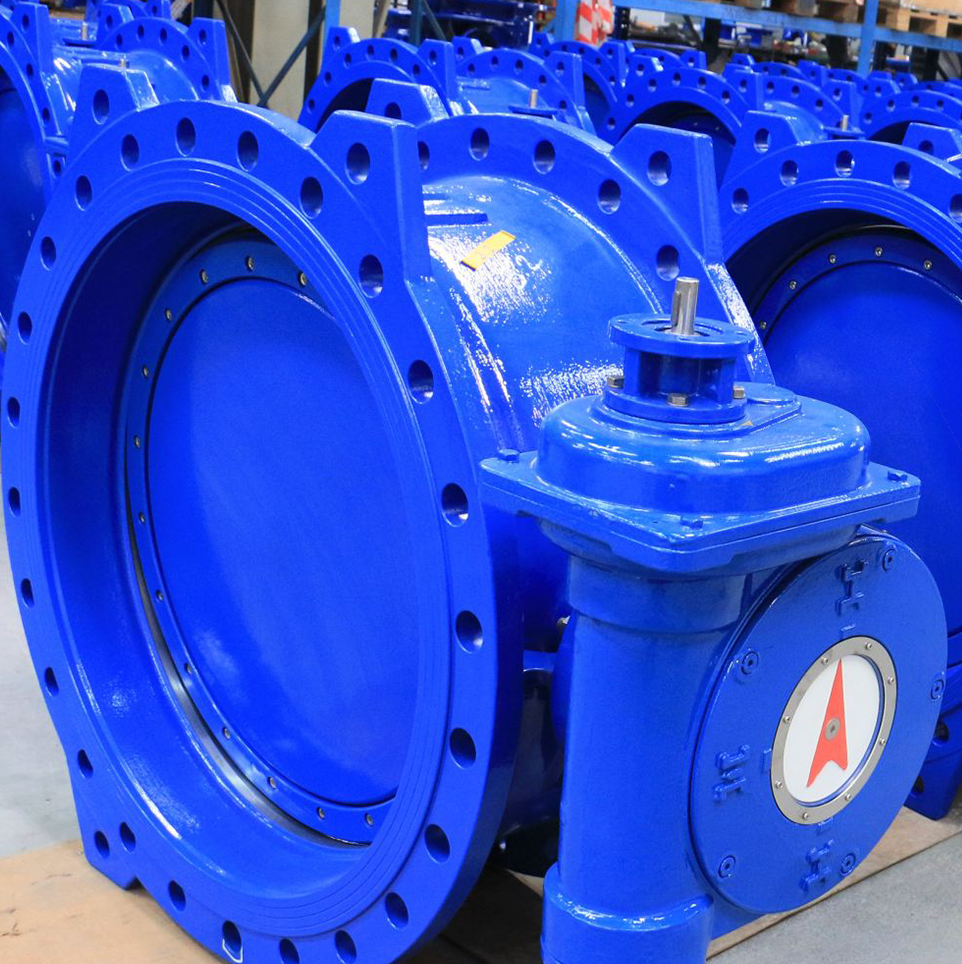
Przepustnica

Przepustnica (zawór motylkowy) – należy do rodziny ćwierćobrotowych zaworów ruchu obrotowego, które są stosowane w rurociągach do odcinania przepływu. Przepustnice kołnierzowe mogą służyć do regulacji przepływu, lecz nie jest to zalecane, gdyż w ten sposób można łatwo uszkodzić dysk przepustnicy. Są one stosowane w różnych gałęziach przemysłu, zwłaszcza w zaopatrzeniu w wodę, jej zbieraniu oraz przesyłaniu. Przepustnice mają prostą konstrukcję, zajmują niewiele miejsca w instalacji i osiągają większe prędkości uruchamiania.
Działanie przepustnicy jest dość proste - ruch dysku kontroluje przepływ medium. Dysk może znajdować się w pozycji zamkniętej i otwartej. Korpus przepustnicy powinien być wykonany z żeliwa sferoidalnego oraz pokryty powłoką epoksydową, zarówno w wewnątrz, jak i na zewnątrz. Ponadto, do obsługi zaworu, może być dołączone kółko ręczne, siłownik, bądź kółko zębate.
Jest elementem gaźnika, a w silnikach z wtryskiem paliwa samodzielnym elementem.
W parowozach regulacja odbywa się zazwyczaj przy zbieralniku pary w kotle. Zdarzają się rozwiązania (np. w Ty246) gdzie przepustnica jest za przegrzewaczem - takie rozwiązanie jest korzystniejsze. 